# 대한민국 형법 제345조
대한민국 형법 제345조는 절도와 강도의 죄 자격정지의 병과에 대한 형법각칙의 조문이다.

## 조문
제345조(자격정지의 병과) 본 장의 죄를 범하여 유기징역에 처할 경우에는 10년 이하의 자격정지를 병과할 수 있다.

## 참고 문헌
- 김재윤, 손동권, 새로운 형법각론, 율곡출판사, 2013. ISBN 978-89-974283-4-2

## 같이 보기
- 대한민국 형법 제335조
- 야간주거침입죄
- 준특수강도죄
- 강도치상죄